# لوسيان فيبر
لوسيان فيبر (بالفرنسية: lucien febre)‏‏ (22 يوليو 1878 - 11 سبتمبر 1956) هو مؤرخ فرنسي ، عرف بمشاركته في تصميم الموسوعة الفرنسية رفقة أناتول دي مونزي .

## روابط خارجية
- لوسيان فيبر على موقع الموسوعة البريطانية (الإنجليزية)

- (بالفرنسية) A short biography